# 劉近光
劉近光（？—？年），字汝敬，江西吉安府廬陵縣人，民籍。明朝政治人物。

## 生平
正德八年（1513年）癸酉科江西乡试舉人，九年（1514年）联捷甲戌科三甲第159名進士，授浙江绍兴府上虞县知县，擢南京大理寺评事。嘉靖初参与议大礼。历升左寺正，嘉靖四年九月升湖广按察司佥事。